# Треске Конка (Виченца)
Треске Конка је насеље у Италији у округу Виченца, региону Венето.
Према процени из 2011. у насељу је живело 506 становника. Насеље се налази на надморској висини од 1057 м.